# Mazatepec, Guerrero
Mazatepec är en ort i Mexiko.   Den ligger i kommunen Zitlala och delstaten Guerrero, i den södra delen av landet, 200 km söder om huvudstaden Mexico City. Mazatepec ligger 1 514 meter över havet och antalet invånare är 734.
Terrängen runt Mazatepec är kuperad åt sydväst, men åt nordost är den bergig. Runt Mazatepec är det ganska glesbefolkat, med 40 invånare per kvadratkilometer. Närmaste större samhälle är Chilapa de Alvarez, 8,9 km sydost om Mazatepec. I omgivningarna runt Mazatepec växer huvudsakligen savannskog.